# Мережа рівня 1
Мережа рівня 1 (tier 1 network, провайдер рівня 1) — IP-мережа, яка має змогу досягти будь-якої іншої мережі в інтернеті лише через взаємодію без фінансових розрахунків (так зване безрозрахункове з'єднання; англ. settlement-free interconnection або settlement-free peering). Мережі рівня 1 можуть обмінюватися трафіком з іншими мережами рівня 1 без сплати будь-яких зборів за обмін трафіком у будь-якому напрямку. На відміну від цього, деякі мережі рівня 2 (tier 2 network) та всі мережі рівня 3 (tier 3 network) змушені платити за передавання трафіку через інші мережі.

Відносини між різними рівнями інтернет-провайдерів

Не існує органу, який визначає рівні мереж, що беруть участь в інтернеті. Найпоширеніше та загальноприйняте визначення мережі рівня 1 — це мережа, яка може досягти будь-якої іншої мережі в інтернеті без купівлі IP-транзиту чи оплати за пірингове з'єднання. За цим визначенням, мережа рівня 1 має бути безтранзитною (не купує транзиту), яка встановлює безоплатні пірингові з'єднання з усіма іншими мережами рівня 1 та може досягти всіх основних мереж в інтернеті. Не всі безтранзитні мережі є мережами рівня 1, оскільки можливо стати безтранзитною мережею, оплативши пірингове з'єднання, а також можливо бути безтранзитною мережею без можливості досягти всіх основних мереж в інтернеті.
Найцитованішим джерелом для визначення мереж рівня 1 є публікації корпорації Renesys, проте базова інформація для підтвердження цих даних є загальнодоступною з багатьох місць, таких як база даних RIPE RIS, сервери Oregon Route Views, Packet Clearing House та інші.
Визначити, чи платить мережа за пірингове з'єднання або транзит, може бути складно, оскільки такі ділові угоди рідко є публічною інформацією або захищені угодою про нерозголошення. Інтернет-пірингова спільнота — це умовна група координаторів пірингу, які присутні в точках обміну інтернет-трафіком на більш ніж одному континенті. Підмножина мереж рівня 1 є в певному сенсі загальновідомою, але офіційного переліку таких мереж не існує.
Загальноприйняті визначення мереж рівня 2 та 3:
- Мережа рівня 2 (tier 2 network) — це мережа, яка здійснює піринг (обмін трафіком) із деякими іншими мережами безплатно, але для доступу до решти інтернету вона змушена купувати транзит, або платити за піринг. Більшість регіональних інтернет-провайдерів належать до цього рівня.
- Мережа рівня 3 (tier 3 network) — це мережа, яка повністю залежить від платного транзиту через мережі вищих рівнів і не має власних угод про безкоштовний піринг. Зазвичай це місцеві інтернет-провайдери або корпоративні мережі, які отримують доступ до інтернету через транзитних постачальників.

## Історія
Початковою магістральною мережею інтернету був ARPANET, оскільки саме він забезпечував маршрутизацію між більшістю підключених мереж. Розвиток інфраструктурних програм JANET у Великій Британії (1984) та NSFNet у США (1985), спрямованих на обслуговування академічних спільнот незалежно від їхньої галузі, привів на 1989 рік до створення магістралі NSFNet. Інтернет можна було визначити як сукупність усіх мереж, підключених до цієї магістралі та здатних обмінюватися IP-пакетами.
Вплив програми NSFNet, її фінансування (200 млн доларів у період з 1986 по 1995 рік) та якість самих протоколів були настільки значними, що до 1990 року, коли ARPANET остаточно вивели з експлуатації, TCP/IP витіснив або маргіналізував більшість інших протоколів для широкомасштабних комп'ютерних мереж у всьому світі.
Коли інтернет став доступним для комерційного використання, з'явилося багато комерційних постачальників магістрального доступу та інтернет-послуг. Архітектура маршрутизації мережі стала децентралізованою, що створило потребу в зовнішніх маршрутизаційних протоколах, зокрема в протоколі Border Gateway Protocol (BGP).
Нові інтернет-провайдери рівня 1 та їхні угоди про піринг поступово витіснили державну магістраль NSFNet, офіційно закриту 30 квітня 1995 року. Регіональні мережі, що раніше використовували NSFNet, почали купувати доступ до інтернету на національному рівні у численних приватних магістральних операторів.

## Маршрутизація через піринг
Двостороння приватна угода про піринг зазвичай передбачає пряме фізичне з'єднання між двома партнерами. Трафік між цими мережами передається переважно через це пряме з'єднання.
Мережа рівня 1 може мати кілька таких прямих з'єднань з іншими мережами рівня 1. Піринг ґрунтується на принципі рівності обміну трафіком між партнерами, і через це можуть виникати суперечки, коли одна зі сторін односторонньо розриває з'єднання, щоб змусити іншу перейти на модель оплати за трафік. Такі випадки примусового розірвання пірингу відбувалися неодноразово в першому десятилітті XXI століття.
Коли це стосується великих мереж із мільйонами користувачів, наслідком може стати фактичне відділення частини інтернету, якщо оператори не дозволяють маршрутизацію альтернативними шляхами. Це не стільки технічна проблема, скільки комерційний конфлікт, у якому одна сторона використовує клієнтів іншої як заручників, щоб отримати вигідніші умови. У найгіршому випадку користувачі, підключені лише до однієї з таких мереж, не зможуть взагалі зв'язатися з іншою мережею. При цьому сторона, що ініціювала розірвання пірингу, розраховує, що клієнти іншої мережі зазнають більших незручностей, що в підсумку дасть їй перевагу в переговорах.
Нижчорівневі інтернет-провайдери та інші сторони, які не беруть участі у конфлікті, можуть не зазнати жодного впливу, оскільки зазвичай існує кілька альтернативних маршрутів до тієї самої мережі. Як правило, такі суперечки стосуються пірингу без транзиту, де обмінюються лише даними, які безпосередньо належать мережам-учасникам, без транзиту через мережу партнера для передачі даних до інших частин інтернету.
Згідно зі строгим визначенням пірингу та мереж рівня 1, мережа рівня 1 здійснює піринг виключно з іншими мережами рівня 1 і не має транзитних маршрутів. З практичної точки зору, мережі рівня 1 виконують роль транзитних мереж для нижчорівневих провайдерів і укладають пірингові угоди лише з іншими мережами рівня 1, які надають аналогічні послуги у відповідному масштабі — тобто фактично є «рівноправними» партнерами у повному сенсі цього слова.
Коректніше, піринг означає обмін справедливим і рівноцінним обсягом трафіку між двома мережами, причому укладення таких угод не виключає можливості існування контрактів на транзит між тими самими сторонами.
Щодо маршрутизації, піринг без розрахунків передбачає умови, які забороняють зловживання чужою мережею шляхом надсилання їй трафіку, не призначеного для цієї мережі (тобто трафіку, призначеного для транзиту). Водночас транзитні угоди зазвичай передбачають саме таке передавання зовнішніх пакетів.
Провайдери рівня 1 відіграють центральну роль у магістральній інфраструктурі інтернету й купують транзитні послуги лише в інших провайдерів рівня 1, тоді як продають транзит провайдерам усіх рівнів. Завдяки своїм масштабним мережам, провайдери рівня 1 часто не беруть участі у публічних точках обміну трафіком, натомість продають транзитні послуги їхнім учасникам і здійснюють приватний піринг.
За найлогічнішим визначенням, провайдер рівня 1 ніколи не сплачує за транзит, оскільки всі провайдери рівня 1 продають транзитні послуги всім провайдерам нижчих рівнів у всьому світі, а також тому що:
1. усі провайдери рівня 1 здійснюють піринг з усіма іншими провайдерами рівня 1 у світі;
2. угода про піринг надає доступ до всіх транзитних клієнтів, що означає, що
3. мережа рівня 1 охоплює всі хости у світі, які підключені до глобальної мережі.

Таким чином, згідно з угодою про піринг, усі клієнти будь-якого провайдера рівня 1 вже мають доступ до всіх клієнтів інших провайдерів рівня 1 без необхідності сплати транзитних витрат самим провайдером рівня 1 іншим мережам. Фактично, реальні транзитні витрати, які несе провайдер A від імені провайдера B, логічно ідентичні транзитним витратам, які несе провайдер B від імені провайдера A — отже, жодних платежів не потрібно.

## Список мереж рівня 1
Ці мережі загальновизнані як мережі рівня 1, оскільки вони можуть охоплювати весь інтернет (IPv4 та IPv6) через взаємодію без фінансових розрахунків. Ранг CAIDA AS — це рейтинг важливості в інтернеті.
| Назва                                                       | Місцезнаходження | AS    | Ранг CAIDA AS | Довжина оптоволоконної магістралі (км) | Пірингова політика                         |
| ----------------------------------------------------------- | ---------------- | ----- | ------------- | -------------------------------------- | ------------------------------------------ |
| AT&T                                                        | США              | 7018  | 27            | 660 000                                | AT&T Peering policy                        |
| Deutsche Telekom Global Carrier                             | Німеччина        | 3320  | 18            | 250 000                                | DTAG Peering Details                       |
| GTT Communications                                          | США              | 3257  | 7             | 232 934                                | GTT Peering Policy                         |
| Liberty Global                                              | [ 24 ]           | 6830  | 28            | 800 000                                | Peering Principles                         |
| Lumen Technologies (formerly CenturyLink, formerly Level 3) | США              | 3356  | 1             | 885 139                                | Lumen Peering Policy                       |
| NTT Communications (formerly Verio)                         | Японія           | 2914  | 4             | ?                                      | Global Peering Policy                      |
| Orange                                                      | Франція          | 5511  | 11            | 495 000                                | OTI peering policy                         |
| PCCW Global                                                 | Гонконг          | 3491  | 10            | ?                                      | Peering policy                             |
| Tata Communications (prev. VSNL prev. Teleglobe)            | Індія            | 6453  | 8             | 700 000                                | Peering Policy                             |
| Telecom Italia Sparkle (Seabone)                            | Італія           | 6762  | 6             | 560 000                                | Peering Policy                             |
| Arelion (formerly Telia Carrier)                            | Швеція           | 1299  | 2             | 70 000                                 | Arelion's IP Network Peering Policy        |
| Telxius (Subsidiary of Telefónica)                          | Іспанія          | 12956 | 15            | 65 000                                 | Peering Policy                             |
| Verizon Enterprise Solutions (formerly UUNET)               | США              | 701   | 23            | 805 000                                | Verizon UUNET Peering policy 701, 702, 703 |
| Zayo Group (formerly AboveNet)                              | США              | 6461  | 9             | 196 339                                | Zayo Peering Policy                        |

Хоча більшість провайдерів рівня 1 забезпечують глобальне покриття (згідно з опублікованими картами мереж на їхніх офіційних вебсайтах), деякі з них мають географічні обмеження. Проте вони надають глобальне покриття для мобільних мереж і послуг типу IP-VPN, що не пов'язані з їхнім статусом провайдера рівня 1.
Звіт 2008 року показує, що інтернет-трафік став менше залежати від мереж США, ніж раніше.

## Регіональні мережі рівня 1
Поширеним предметом дискусій щодо мереж рівня 1 є концепція регіональної мережі рівня 1. Регіональна мережа рівня 1 — це мережа, яка не є повністю незалежною від транзиту у глобальному масштабі, але зберігає багато класичних характеристик і принципів роботи мережі рівня 1 у межах певного регіону.
Типовим прикладом такої ситуації є мережа, що була домінуючим телекомунікаційним оператором у певній країні або регіоні, зазвичай пов'язаним із певним рівнем державної монополії. У межах своїх країн або регіонів такі мережі дотримуються пірингової політики, подібної до мереж рівня 1 (наприклад, закритість до нових пірингових угод і наявність пірингу з усіма іншими основними мережами в цьому регіоні). Однак за межами свого основного регіону діяльності ця мережа може розширюватися на інші країни, регіони або континенти, де вона купує транзит або відкрито здійснює піринг, подібно до мереж рівня 2.
Поширеним прикладом такої поведінки є домінуючі оператори зв'язку в Австралії, які за жодних обставин не укладають пірингові угоди з новими мережами всередині країни, але при цьому розширюють свої мережі до США та відкрито здійснюють піринг із багатьма мережами. Менш радикальні випадки, коли мережа встановлює значно м'якші пірингові вимоги для регіонів, у яких вона не надає послуг або не має значної частки ринку, досить поширені серед багатьох мереж, а не лише серед регіональних мереж рівня 1.
Термін «регіональна мережа рівня 1» може бути корисним для розуміння пірингової політики таких мереж у різних регіонах, проте вони не відповідають визначенню справжньої глобальної мережі рівня 1, оскільки не є повністю незалежними від транзитних послуг на світовому рівні.

## Інші великі мережі
Це список мереж, які часто вважають близькими до статусу мереж рівня 1, оскільки вони можуть досягати більшості (50+%) інтернету через піринг без оплат завдяки їхнім глобальним кільцям. Однак маршрути до однієї або кількох мереж рівня 1 відсутні або платні. Тому технічно вони є мережами рівня 2, хоча практично перебувають десь між цими рівнями.
| Назва                                                     | Місцезнаходження | AS        | Ранг CAIDA AS | Причина |
| --------------------------------------------------------- | ---------------- | --------- | ------------- | --- |
| China Telecom                                             | КНР              | 4134/4809 | 87            | Purchases transit from Level 3/AS3356, Cogent/AS174, Verizon/AS701.                                                                    |
| China Unicom                                              | КНР              | 4837      | 181           | Purchases transit from Cogent/AS174, Verizon/AS701, Level3/AS3356, Orange S.A./AS5511.                                                 |
| Singtel                                                   | Сінгапур         | 7473      | 16            | Purchases transit from Arelion/AS1299, Zayo/AS6461, Tata Communications/AS6453.                                                        |
| Cogent Communications (formerly PSINet)                   | США              | 174       | 3             | No IPv6 routes to Hurricane Electric/AS6939                                                                                            |
| Hurricane Electric                                        | США              | 6939      | 5             | IPv4: Purchases transit from Arelion/AS1299 to reach GTT/AS3257, NTT/AS2914 and Cogent/AS174. IPv6: Lack of peering with Cogent/AS174. |
| RETN                                                      | Велика Британія  | 9002      | 12            | Purchases transit from Level 3/AS3356                                                                                                  |
| Vodafone Carrier Services (formerly Cable &amp; Wireless) | Велика Британія  | 1273      | 13            | Purchases transit from Arelion/AS1299 to reach AT&T/AS7018.                                                                            |
| Verizon Enterprise Solutions (formerly XO Communications) | США              | 2828      | 220           | IPv6: Purchases transit from Cogent Communications/AS1239 to reach Vodafone (CW)/AS1273 and Telecom Italia Sparkle (Seabone)/AS6763.   |
| Telstra                                                   | Австралія        | 4637      | 14            | Purchases transit from Level 3/AS3356, Arelion/AS1299, Zayo/AS6461.                                                                    |
| Comcast                                                   | США              | 7922      | 29            | Purchases transit from Tata/AS6453 |